# Station Fismes
Station Fismes is een spoorwegstation in de Franse gemeente Fismes.
Het station werd in 1862 geopend door de Compagnie des chemins de fer des Ardennes.